# Gothiscandza
Secondo lo studioso gotico Giordane (VI secolo), Gothiscandza fu il primo insediamento dei Goti in seguito alla loro migrazione dalla Scandinavia (Scandza).
Giordane narra che i Goti vennero guidati fuori dalla Scandza dal proprio re Berig. Appena arrivati nella nuova terra, la chiamarono Gothiscandza. Ben presto si spostarono presso gli insediamenti dei Rugi (Ulmerugi, una tribù germanica che arrivò in quest'area prima dei Goti), che abitavano la costa, cacciandoli. A questo punto attaccarono e vinsero i nuovi vicini, i Vandali.
Dopo qualche tempo, quando erano passate almeno quattro generazioni di re dopo Berig, ed il nuovo re era Filimero, il loro numero si era moltiplicato. Filimero decise che tutti avrebbero dovuto abbandonare la Gothiscandza per trasferirsi in una nuova regione chiamata Oium (Scizia).

## Storia e linguistica
Nel I secolo la foce della Vistola venne indicata come terra dei Gutones (Plinio il Vecchio) o Gothones (Tacito).
Il nome assegnato loro da Plinio e Tacito sembra essere identico a *Gutaniz, forma proto-germanica di Gutans, ovvero il termine che Goti e Götalandi si autoassegnarono.

## Etimologia
Un'interpretazione del termine Gothiscandza è che rappresenterebbe la forma latinizzata del gotico gutisk-an[d]ja, "Fine (o frontiera) gotica", dal momento che il territorio dei Goti si estendeva fino a qui. Un'altra interpretazione riguarda il termine an[d]ja che significa "promontorio", cosicché il significato completo diventerebbe "penisola gotica". È anche possibile che la parola sia frutto di una fusione dei termini gotico e Scandinavia. Herwig Wolfram cita "costa gotica" e "Gothic Scandia", ma preferisce la seconda, supponendo che la prima sia "linguisticamente discutibile".

## Archeologia

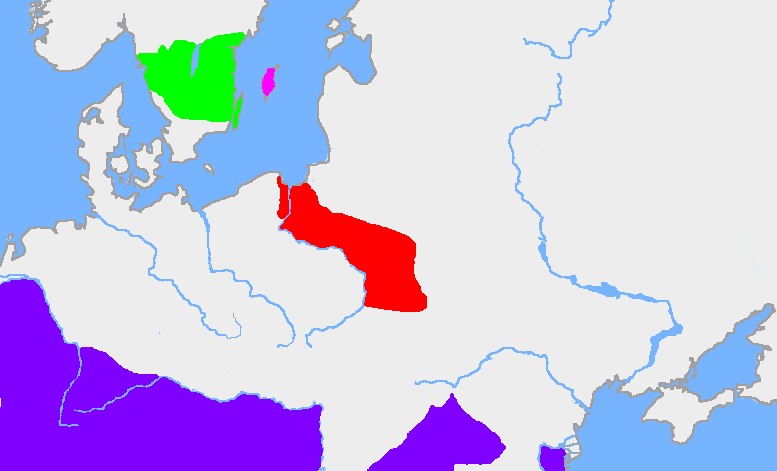
La parte rossa rappresenta l'estensione della cultura di Wielbark durante la prima metà del III secolo. L'area rosa sarebbe il Gotland mentre il verde è la tradizionale estensione del Götaland

Nel I secolo apparve una nuova cultura presso la foce della Vistola, chiamata cultura di Wielbark, che rimpiazzò la locale cultura di Oksywie. La parte più importante dell'influenza scandinava del I secolo fu l'introduzione delle tradizioni funerarie quali i cerchi di pietre ed i Menhir.
Esistono anche prove archeologiche di precedenti influenze scandinave, durante l'età del bronzo scandinava e l'età del ferro pre-romana, forse in corrispondenza dell'arrivo di Rugi e Vandali.
Nel III secolo la cultura di Wielbark si espanse in tutta la Scizia, dove diede vita alla gotica cultura di Černjachov.

## Mitologia norrena
La mitologia norrena presenta almeno due miti legati alla Gothiscandza. Il primo, la Gutasaga, potrebbe far riferimento alla migrazione dei Goti, mentre il secondo, la leggende di Dag il Wise, di scorribande provenienti dalla Scandza.

### La Gutasaga
La Gutasaga racconta di quando i Gotlandi si moltiplicarono tanto che la loro isola (Gotland, terra dei Goti) non fu più in grado di contenerli, tanto che un terzo degli abitanti lasciò l'insediamento dirigendosi a sud. Alla fine si insediarono nella terra dei greci.

### Ynglingatal
La leggenda di Dag il Wise potrebbe riferirsi agli attacchi portati dai Sueoni nel II o III secolo. Nelle fonti scandinave il territorio viene chiamato Reidgotaland, un nome che seguì i Goti durante le loro migrazioni nelle saghe norrene.